# Note (錦戸亮のアルバム)
『Note』（ノート）は、錦戸亮の2枚目のフル・アルバム。2021年1月27日にNOMAD RECORDSから発売された。

## 概要
- 前作『NOMAD』から約1年1か月振りのリリース。
- CDはWIZY限定盤、初回限定盤、通常盤（各Blu-ray/DVD）の6形態で発売。
- 全曲の作詞・作曲・編曲・プロデュースを自身が手掛けており、配信限定シングル「オモイデドロボー」や、先行配信曲「Silence」「キッチン」、自身が制作した関ジャニ∞の楽曲「Tokyoholic」のセルフカバー等、全形態共通で全12曲を収録[13]。
  - 通常盤には、ボーナストラックとして「スケアクロウ」を追加収録[15]。
    - 同曲は、関ジャニ∞の5枚目のアルバム『FIGHT』通常盤に収録されている自身のソロ曲であり、本作の為に再録したものを収録。
- 全形態には特典Blu-rayまたはDVDを付属。
  - WIZY限定盤には、2020年8月2日に開催された自身初のファンミーティング『RYO NISHIKIDO FAN MEETING 2020』の神奈川・ぴあアリーナMM公演の模様と、同イベントのドキュメンタリー映像を収録[11]。
  - 初回限定盤には、同年10月8日に開催された自身初の日本武道館公演であり、初の有料無観客配信ライブ『錦戸亮 ONLINE LIVE "不撓不屈" at 日本武道館』[16]と、同ライブの前夜祭として自身のファンクラブ『NFC』会員限定で開催された『錦戸亮 ONLINE LIVE "孤軍奮闘" at 日本武道館』[17]を再編集した映像、更に、同ライブのメイキング映像を収録[11]。
  - 通常盤には、「オモイデドロボー」と「Silence」のミュージック・ビデオ、「Silence」のメイキング映像に加え、本作の制作メイキング映像を収録[11]。
- 2020年10月16日、上述のファンミーティングで初披露された「Silence」「キッチン」が各配信サイトにて先行配信された[18]。
  - 以降、2021年1月6日に「I don't understand」[19]、1月23日に「若葉」が先行配信された[20]。
- 2021年1月23日 - 2月21日、ボーナストラックを含め本作に収録された全13曲中、「Middle note」を除く12曲のミュージック・ビデオのショートバージョンが公開された[21]。
  - 2021年10月現在、同MVのフルバージョンは全て公開されていない。
- 同年3月5日 - 31日、本作の無料招待制のリリース記念イベント『Note Release Event 2021』を開催[22][23]。

### 各形態概要
| ＃ | 曲名                 |
| -- | -------------------- |
| 1  | Top note             |
| 2  | Tokyoholic           |
| 3  | キッチン             |
| 4  | ハイボール           |
| 5  | コノ世界ニサヨウナラ |
| 6  | オモイデドロボー     |
| 7  | Middle note          |
| 8  | 微睡み               |
| 9  | Silence              |
| 10 | 若葉                 |
| 11 | I don't understand   |
| 12 | ラストノート         |

| ＃ | 曲名         | 形態   |
| -- | ------------ | ------ |
| 11 | スケアクロウ | 通常盤 |

| 特典内容                                 | 形態       |
| ---------------------------------------- | ---------- |
| 特典Blu-ray/DVD（詳細は#特典映像を参照） | WIZY限定盤 |
| スリーブケース付きBOX仕様                | WIZY限定盤 |
| WIZY限定スペシャルフォトブック（48P）    | WIZY限定盤 |
| 特典Blu-ray/DVD（詳細は#特典映像を参照） | 初回限定盤 |
| スリーブケース付きBOX仕様                | 初回限定盤 |
| フォトブック（36P）                      | 初回限定盤 |
| 特典Blu-ray/DVD（詳細は#特典映像を参照） | 通常盤     |

## 販売形態
- 発売日：2021年1月27日
  - WIZY限定盤（NOMAD-010：CD+Blu-ray）
    - スリーブケース付きBOX仕様
    - WIZY限定スペシャルフォトブック（48P）封入

  - WIZY限定盤（NOMAD-011：CD+DVD）
    - スリーブケース付きBOX仕様
    - WIZY限定スペシャルフォトブック（48P）封入

  - 初回限定盤（NOMAD-012：CD+Blu-ray）
    - スリーブケース付きBOX仕様
    - フォトブック（36P）封入

  - 初回限定盤（NOMAD-013：CD+DVD）
    - スリーブケース付きBOX仕様
    - フォトブック（36P）封入

  - 通常盤（NOMAD-014：CD+Blu-ray）
  - 通常盤（NOMAD-015：CD+DVD）

## チャート成績

### アルバムチャート順位
- オリコンチャート
  - 日間5,687枚を売り上げ、2021年1月28日付の「オリコンデイリー CDアルバムランキング」でデイリー1位を獲得した[1]。
    - 同チャートの初登場は4位だった[24]が、発売3日目にして本作初のデイリー1位を獲得した。

  - 初週31,276枚を売り上げ、2021年2月8日付の「オリコン週間 CDアルバムランキング」で週間2位を獲得した[2]。
  - 初週31,924ptを記録し、2021年2月8日付の「オリコン週間 合算アルバムランキング」で週間2位を獲得した[3]。
  - 2021年2月8日付の「オリコン週間 インディーズアルバムランキング」で週間2位を獲得した[4]。
  - 初週377ダウンロードを記録し、2021年2月8日付の「オリコン週間 デジタルアルバムランキング」で週間17位を獲得した[5]。
  - 累計31,276枚を売り上げ、2021年1月度「オリコン月間 CDアルバムランキング」で月間9位を獲得した[6]。
  - 2021年度「オリコン年間 インディーズアルバムランキング」で年間5位を獲得した[7]。
- Billboard JAPAN
  - 初週22,759枚を売り上げ、2021年2月3日公開の「Billboard Japan Top Albums Sales」で週間5位を獲得した[8]。
  - 2021年2月3日公開の「Billboard Japan Hot Albums」で週間6位を獲得した[9]。
  - 2021年2月3日公開の「Billboard Japan Download Albums」で週間12位を獲得した[10]。

### 各曲チャート順位
- オリコンチャート
  - 2020年10月16日付の「オリコンデイリー デジタルシングル（単曲）ランキング」で本作の「キッチン」が初登場7位を獲得した[25]。
- Billboard JAPAN
  - 2020年10月28日公開の「Billboard Japan Download Songs」で「キッチン」が週間29位を獲得した[26]。
- 歌ネット
  - 2021年1月14日付の「歌ネット注目度ランキング」で「I don't understand」が週間1位を獲得した[27]。
    - 同チャートで自身の楽曲が1位を獲得するのは前作のリード曲「ノマド」以来、通算2曲目である。

  - 2021年1月21日付の「歌ネット注目度ランキング」で「I don't understand」が2週連続週間1位を獲得した[28]。
    - 同チャートで自身の楽曲が2週連続1位を獲得するのは初である。

## 収録曲

### CD
- 全作詞・作曲・編曲・プロデュース：錦戸亮
- ※は通常盤のみ収録

1. Top note (Instrumental) - [1:39]
  - 2021年2月10日にMVが公開された[29]。
2. Tokyoholic - [3:29]
  - 関ジャニ∞ 38thシングル『なぐりガキBEAT』カップリングのセルフカバー。
  - 2021年1月28日にセルフカバーバージョンのMVが公開された[30]。
3. キッチン - [4:30]
  - 2020年10月16日に各配信サイトにて先行配信された[18]。
  - 2021年1月29日にMVが公開された[31]。
4. ハイボール - [3:44]
  - 2021年2月18日にMVが公開された[32]。
5. コノ世界ニサヨウナラ - [5:40]
  - 2021年1月30日にMVが公開された[33]。
6. オモイデドロボー - [4:17]
  - 配信限定1stシングル
  - 2021年2月20日にアルバムバージョンのMVが公開された[34]。
7. Middle note (Instrumental) - [1:52]
  - 本作で唯一MV化されていない楽曲。
8. 微睡み - [4:03]
  - 2021年2月1日にMVが公開された[35]。
9. Silence - [4:59]
  - 2020年10月8日にMVが公開された[36]。
  - 2020年10月16日に各配信サイトにて先行配信された[18]。
  - 2021年2月2日にアルバムバージョンのMVが公開された[37]。
10. 若葉 - [5:57]
  - 2021年1月23日に各配信サイトにて先行配信された[20]。
  - 2021年1月26日にMVが公開された[38]。
11. スケアクロウ - [4:16] ※
  - 通常盤のボーナストラック。
  - 関ジャニ∞ 5thアルバム『FIGHT』収録曲の再録バージョン。
  - 2021年1月31日にMVが公開された[39]。なお、同曲が初収録された関ジャニ∞のアルバム『FIGHT』から約10年越しのMV化となった。
12. I don't understand - [3:44]
  - 2021年1月6日に各配信サイトにて先行配信された[19]。
  - 2021年1月27日にMVが公開された[40]。
13. ラストノート - [3:58]
  - 2021年2月21日にMVが公開された[41]。

### 特典映像

#### WIZY限定盤
| #  | タイトル                     | 作詞 | 作曲・編曲 |
| -- | ---------------------------- | ---- | ---------- |
| 1. | 「Silence」                  |      |            |
| 2. | 「ノマド」                   |      |            |
| 3. | 「ホンキートンクラプソディ」 |      |            |
| 4. | 「狛犬」                     |      |            |
| 5. | 「と・も・子…」              |      |            |
| 6. | 「Hey What's Up?」           |      |            |
| 7. | 「キッチン」                 |      |            |
| 8. | 「スケアクロウ」             |      |            |
| 9. | 「オモイデドロボー」         |      |            |

| #  | タイトル                                                   | 作詞 | 作曲・編曲 |
| -- | ---------------------------------------------------------- | ---- | ---------- |
| 1. | 「『RYO NISHIKIDO FAN MEETING 2020』ドキュメンタリー映像」 |      |            |

#### 初回限定盤
| #         | タイトル                 | 作詞  | 作曲・編曲 | 時間 |
| --------- | ------------------------ | ----- | ---------- | ---- |
| 1.        | 「ノマド」               |       |            | 7:32 |
| 2.        | 「スケアクロウ」         |       |            | 4:18 |
| 3.        | 「キッチン」             |       |            | 4:52 |
| 4.        | 「ヤキモチ」             |       |            | 3:44 |
| 5.        | 「と・も・子…」          |       |            | 6:53 |
| 6.        | 「code」                 |       |            | 4:00 |
| 7.        | 「ムラサキ」             |       |            | 3:27 |
| 8.        | 「狛犬」                 |       |            | 5:15 |
| 9.        | 「コノ世界ニサヨウナラ」 |       |            | 4:50 |
| 10.       | 「オモイデドロボー」     |       |            | 4:30 |
| 合計時間: | 合計時間:                | 61:05 |            |      |

| #         | タイトル                     | 作詞  | 作曲・編曲 | 時間 |
| --------- | ---------------------------- | ----- | ---------- | ---- |
| 1.        | 「オモイデドロボー」         |       |            | 4:25 |
| 2.        | 「ホンキートンクラプソディ」 |       |            | 3:16 |
| 3.        | 「狛犬」                     |       |            | 4:38 |
| 4.        | 「キッチン」                 |       |            | 4:37 |
| 5.        | 「code」                     |       |            | 3:33 |
| 6.        | 「コノ世界ニサヨウナラ」     |       |            | 6:18 |
| 7.        | 「Silence」                  |       |            | 5:00 |
| 8.        | 「と・も・子…」              |       |            | 6:48 |
| 9.        | 「スケアクロウ」             |       |            | 4:20 |
| 10.       | 「Tokyoholic」               |       |            | 3:33 |
| 11.       | 「ノマド」                   |       |            | 5:01 |
| 合計時間: | 合計時間:                    | 60:59 |            |      |

| #  | タイトル                                            | 作詞 | 作曲・編曲 | 時間  |
| -- | --------------------------------------------------- | ---- | ---------- | ----- |
| 1. | 「『錦戸亮ONLINE LIVE at 日本武道館』Making movie」 |      |            | 22:53 |

#### 通常盤
| #         | タイトル                                | 作詞  | 作曲・編曲 | 時間  |
| --------- | --------------------------------------- | ----- | ---------- | ----- |
| 1.        | 「オモイデドロボー」(Music video)       |       |            | 4:20  |
| 2.        | 「Silence」(Music video)                |       |            | 5:00  |
| 3.        | 「Silence」(Music video / Making movie) |       |            | 13:29 |
| 4.        | 「Note」(Photo shoot / Maiking movie)   |       |            | 7:25  |
| 5.        | 「Note」(Music work / Making movie)     |       |            | 9:33  |
| 合計時間: | 合計時間:                               | 39:47 |            |       |

## 収録作品
※シングル曲及び再録曲は各ページを参照。

### 映像作品

#### ライブ映像
Top note
- 2ndライブBlu-ray/DVD『錦戸亮 LIVE 2021 "Note"』

※特典CDにはライブ音源を収録。
- 3rdライブBlu-ray/DVD『錦戸亮 LIVE TOUR 2021 "Note"』

※通常盤の特典CDにはライブ音源を収録。

キッチン
- 特典ライブBlu-ray/DVD『錦戸亮 FAN MEETING 2020 at OSAKA』
- 2ndライブBlu-ray/DVD『錦戸亮 LIVE 2021 "Note"』

※特典CDにはライブ音源を収録。
- 3rdライブBlu-ray/DVD『錦戸亮 LIVE TOUR 2021 "Note"』

※初回限定盤の特典映像にも収録。
※初回限定盤・通常盤の特典CDにはライブ音源を収録。
- 4thライブBlu-ray/DVD『錦戸亮 LIVE 2021 "SHABBY"』

※特別仕様盤の特典Blu-ray/DVDにも収録。
※通常盤の特典CDにはライブ音源を収録。
- 3rdアルバム『Nocturnal』(特別仕様LIVE盤 特典Blu-ray/DVD)

※通常盤の特典CDにはライブ音源を収録。
- 6thライブBlu-ray/DVD『錦戸亮 LIVE TOUR 2024 "NOMADOFNOWHERE"』

※通常盤の特典CDにはライブ音源を収録。

ハイボール
- 2ndライブBlu-ray/DVD『錦戸亮 LIVE 2021 "Note"』

※特典CDにはライブ音源を収録。
- 3rdライブBlu-ray/DVD『錦戸亮 LIVE TOUR 2021 "Note"』

※初回限定盤の特典映像にも収録。
※初回限定盤・通常盤の特典CDにはライブ音源を収録。
- 6thライブBlu-ray/DVD『錦戸亮 LIVE TOUR 2024 "NOMADOFNOWHERE"』(特別仕様Untitled盤 特典Blu-ray/DVD)

※特典CDにはライブ音源を収録。

コノ世界ニサヨウナラ
- 2ndライブBlu-ray/DVD『錦戸亮 LIVE 2021 "Note"』

※特典CDにはライブ音源を収録。
- 3rdライブBlu-ray/DVD『錦戸亮 LIVE TOUR 2021 "Note"』

※初回限定盤の特典映像にも収録。
※初回限定盤・通常盤の特典CDにはライブ音源を収録。
- 4thライブBlu-ray/DVD『錦戸亮 LIVE 2021 "SHABBY"』

※通常盤の特典CDにはライブ音源を収録。
- 6thライブBlu-ray/DVD『錦戸亮 LIVE TOUR 2024 "NOMADOFNOWHERE"』

※特別仕様Untitled盤の特典Blu-ray/DVDにも収録。
※特別仕様Untitled盤・通常盤の特典CDにはライブ音源を収録。

Middle note
- 3rdライブBlu-ray/DVD『錦戸亮 LIVE TOUR 2021 "Note"』

※通常盤の特典CDにはライブ音源を収録。

微睡み
- 2ndライブBlu-ray/DVD『錦戸亮 LIVE 2021 "Note"』

※特典CDにはライブ音源を収録。
- 3rdライブBlu-ray/DVD『錦戸亮 LIVE TOUR 2021 "Note"』

※通常盤の特典CDにはライブ音源を収録。

Silence

若葉
- 2ndライブBlu-ray/DVD『錦戸亮 LIVE 2021 "Note"』

※特典CDにはライブ音源を収録。
- 3rdライブBlu-ray/DVD『錦戸亮 LIVE TOUR 2021 "Note"』

※通常盤の特典CDにはライブ音源を収録。

I don't understand
- 2ndライブBlu-ray/DVD『錦戸亮 LIVE 2021 "Note"』

※特典CDにはライブ音源を収録。
- 3rdライブBlu-ray/DVD『錦戸亮 LIVE TOUR 2021 "Note"』

※初回限定盤の特典映像にも収録。
※初回限定盤・通常盤の特典CDにはライブ音源を収録。
- 4thライブBlu-ray/DVD『錦戸亮 LIVE 2021 "SHABBY"』(特別仕様盤 特典Blu-ray/DVD)
- 3rdアルバム『Nocturnal』(特別仕様LIVE盤 特典Blu-ray/DVD)

※通常盤の特典CDにはライブ音源を収録。
- 5thライブBlu-ray/DVD『錦戸亮 LIVE TOUR 2022 "Nocturnal"』

※通常盤の特典CDにはライブ音源を収録。
- 6thライブBlu-ray/DVD『錦戸亮 LIVE TOUR 2024 "NOMADOFNOWHERE"』

※通常盤の特典CDにはライブ音源を収録。

ラストノート
- 2ndライブBlu-ray/DVD『錦戸亮 LIVE 2021 "Note"』

※特典CDにはライブ音源を収録。
- 3rdライブBlu-ray/DVD『錦戸亮 LIVE TOUR 2021 "Note"』

※通常盤の特典CDにはライブ音源を収録。
- 4thライブBlu-ray/DVD『錦戸亮 LIVE 2021 "SHABBY"』

※通常盤の特典CDにはライブ音源を収録。
- 3rdアルバム『Nocturnal』(特別仕様LIVE盤 特典Blu-ray/DVD)

※通常盤の特典CDにはライブ音源を収録。
- 5thライブBlu-ray/DVD『錦戸亮 LIVE TOUR 2022 "Nocturnal"』

※通常盤の特典CDにはライブ音源を収録。
- 6thライブBlu-ray/DVD『錦戸亮 LIVE TOUR 2024 "NOMADOFNOWHERE"』

※特別仕様Untitled盤の特典Blu-ray/DVDにも収録。
※特別仕様Untitled盤・通常盤の特典CDにはライブ音源を収録。

#### ミュージック・ビデオ
Silence

## 関連ライブ
- Note Release Event 2021（2021年3月5日 - 3月31日、全11公演）

- 錦戸亮 LIVE 2021 "Note"（2021年3月5日 - 3月31日、全10公演）

- 錦戸亮 LIVE TOUR 2021 "Note"（2021年4月15日 - 6月16日、全17公演）

## 発売記念イベント
『Note Release Event 2021』（ノート リリース イベント 2021）は、2021年3月5日から同年3月31日にかけて開催された、本作のリリースを記念した錦戸亮のライブイベント。

### 開催概要
- 本イベントは、自身のファンクラブ『NFC』会員限定で、本作の購入者応募特典として抽選で招待された、無料招待制のリリース記念イベントである[42][43][45]。
- 本イベントでは、弾き語りとバンドスタイルで全7曲披露された[44]。
- 本イベントの初日公演を除き、自身のファンクラブ限定ライブハウスツアー『錦戸亮 LIVE 2021 "Note"』と同日に開催された[23]。
- 発表当初は、2021年2月18日から3月13日までの開催を予定していた[15]が、新型コロナウイルス「COVID-19」の感染拡大の影響により、2月公演の日程を全て延期[注 3]となり、同年3月31日に東京・Zepp DiverCityにて追加公演を開催し、同公演にてイベント最終日と言う日程へと変更された[22]。
  - 変更後の日程や会場の詳細に関しては、本項「#公演日程」を参照。
  - 変更前と変更後の日程は以下の通り[注 4]。

| 変更前   | 変更後  | 開催地 |
| -------- | ------- | ------ |
| 2月18日  | 3月26日 | 大阪府 |
| 2月19日  | 3月27日 | 大阪府 |
| 2月21日  | 3月20日 | 福岡県 |
| 2月23日  | 3月18日 | 愛知県 |
| 2月26日  | 3月28日 | 宮城県 |
| 2月28日  | 3月10日 | 北海道 |
| 追加公演 | 3月31日 | 東京都 |

- 2022年4月6日、自身の3rdライブBlu-ray/DVD『錦戸亮 LIVE TOUR 2021 "Note"』初回限定盤の特典映像にて、本イベントの模様が初収録された[46]。

### 公演日程
| 年     | 月  | 日   | 開演時間 | 会場                         |
| ------ | --- | ---- | -------- | ---------------------------- |
| 2021年 | 3月 | 5日  | 18:30    | Zepp Osaka Bayside（大阪府） |
| 2021年 | 3月 | 6日  | 14:00    | Zepp Osaka Bayside（大阪府） |
| 2021年 | 3月 | 10日 | 16:00    | Zepp Sapporo（北海道）       |
| 2021年 | 3月 | 12日 | 16:00    | Zepp Tokyo（東京都）         |
| 2021年 | 3月 | 13日 | 14:00    | Zepp Tokyo（東京都）         |
| 2021年 | 3月 | 18日 | 16:00    | Zepp Nagoya（愛知県）        |
| 2021年 | 3月 | 20日 | 16:00    | Zepp Fukuoka（福岡県）       |
| 2021年 | 3月 | 26日 | 16:00    | Zepp Namba（大阪府）         |
| 2021年 | 3月 | 27日 | 14:00    | Zepp Namba（大阪府）         |
| 2021年 | 3月 | 28日 | 16:00    | SENDAI GIGS（宮城県）        |
| 2021年 | 3月 | 31日 | 16:00    | Zepp DiverCity（東京都）     |

### セットリスト
1. ノマド
2. 狛犬
3. コノ世界ニサヨウナラ
4. ハイボール
5. スケアクロウ
6. キッチン
7. I don't understand